# 1345년

## 연호
- 원(元) 지정(至正) 5년
- 일본(日本) 남조(南朝) 고코쿠(興国) 6년
- 일본(日本) 북조(北朝) 고에이(康永) 4년 / 조와(貞和) 원년
- 쩐 왕조(陳朝) 티에우퐁(紹豊) 5년

## 기년
- 원(元) 혜종(惠宗) 13년
- 고려(高麗) 충목왕(忠穆王) 원년
- 쩐 왕조(陳朝) 유종(裕宗) 5년

## 탄생
- 3월 9일 - 고려 34대 국왕 공양왕 (마지막 고려 국왕)